# Roger Piérard
Roger Piérard, né le 28 août 1887 et décédé à une date inconnue, est un joueur de football international belge actif avant la Première Guerre mondiale. Il jouait au poste de défenseur. Il compte six titres de champion et deux Coupes de Belgique à son palmarès.

## Carrière
Roger Piérard est formé dans les équipes de jeunes de l'Union Saint-Gilloise. Il quitte cependant le club à l'âge de seize ans et rejoint les rangs du Racing CB, un club rival bruxellois. Il n'y joue qu'une saison comme arrière latéral droit et revient à l'Union en 1904. L'équipe est alors championne en titre et vit une première période faste, décrochant cinq titres en six ans entre 1905 et 1910. Pendant cette période, il est appelé à huit reprises en équipe nationale belge.
Durant l'été 1910, Roger Piérard part pour l'AC Milan, un grand club italien, avec son équipier Louis Van Hege. Il ne dispute que trois rencontres de préparation avec sa nouvelle équipe puis décide de revenir à l'Union Saint-Gilloise. Il y remporte un sixième titre en 1913 ainsi que deux éditions de la Coupe de Belgique. Sa carrière est interrompue par le déclenchement de la Première Guerre mondiale.

## Statistiques
| Saison                | Club                  | Championnat           | Championnat | Championnat | Coupe(s) nationale(s) | Coupe(s) nationale(s) | Total | Total |
| Saison                | Club                  | Division              | M.          | B.          | M.                    | B.                    | M.    | B.    |
| 1903-1904             | Racing CB             | Division 1            | -           | -           | 0                     | 0                     | 0     | 0     |
| Sous-total            | Sous-total            | Sous-total            | -           | -           | -                     | -                     | 0     | 0     |
| 1904-1905             | Union Saint-Gilloise  | Division 1            | -           | -           | 0                     | 0                     | 0     | 0     |
| 1905-1906             | Union Saint-Gilloise  | Division 1            | -           | -           | 0                     | 0                     | 0     | 0     |
| 1906-1907             | Union Saint-Gilloise  | Division 1            | -           | -           | 0                     | 0                     | 0     | 0     |
| 1907-1908             | Union Saint-Gilloise  | Division 1            | -           | -           | 0                     | 0                     | 0     | 0     |
| 1908-1909             | Union Saint-Gilloise  | Division 1            | -           | -           | 0                     | 0                     | 0     | 0     |
| 1909-1910             | Union Saint-Gilloise  | Division 1            | -           | -           | 0                     | 0                     | 0     | 0     |
| 1910-1911             | Union Saint-Gilloise  | Division 1            | -           | -           | 0                     | 0                     | 0     | 0     |
| 1911-1912             | Union Saint-Gilloise  | Division 1            | -           | -           | -                     | -                     | 0     | 0     |
| 1912-1913             | Union Saint-Gilloise  | Division 1            | -           | -           | -                     | -                     | 0     | 0     |
| 1913-1914             | Union Saint-Gilloise  | Division 1            | -           | -           | -                     | -                     | 0     | 0     |
| Sous-total            | Sous-total            | Sous-total            | -           | -           | -                     | -                     | 0     | 0     |
| Total sur la carrière | Total sur la carrière | Total sur la carrière | 0           | 0           | 0                     | 0                     | 0     | 0     |

## Sélections internationales
Roger Piérard compte huit sélections en équipe nationale belge. Il dispute son premier match avec les « Diables Rouges » le 22 avril 1906 face à la France et son dernier le 21 mars 1909 contre les Pays-Bas.
Le tableau ci-dessous reprend toutes les sélections de Roger Piérard. Le score de la Belgique est toujours indiqué en gras.
| Date       | Compétition  | Adversaire         | Lieu        | Score | Remarque            |
| ---------- | ------------ | ------------------ | ----------- | ----- | ------------------- |
| 22/04/1906 | Match amical | France             | Saint-Cloud | 0-5   |                     |
| 29/04/1906 | Match amical | Pays-Bas           | Anvers      | 5-0   |                     |
| 13/05/1906 | Match amical | Pays-Bas           | Rotterdam   | 2-3   |                     |
| 14/04/1907 | Match amical | Pays-Bas           | Anvers      | 1-3   | après prolongations |
| 12/04/1908 | Match amical | France             | Paris       | 1-2   |                     |
| 18/04/1908 | Match amical | Angleterre amateur | Bruxelles   | 2-8   |                     |
| 26/04/1908 | Match amical | Pays-Bas           | Rotterdam   | 3-1   |                     |
| 21/03/1909 | Match amical | Pays-Bas           | Anvers      | 1-4   |                     |